# Esolus pygmaeus
Esolus pygmaeus är en skalbaggsart som först beskrevs av Müller 1806.  Esolus pygmaeus ingår i släktet Esolus, och familjen bäckbaggar. Arten har ej påträffats i Sverige.